# Sphaerodactylus kirbyi
Sphaerodactylus kirbyi — вид геконоподібних ящірок родини Sphaerodactylidae. Мешкає на Карибах.

## Опис
Довжина Sphaerodactylus kirbyi (без врахування хвоста) становить 25 мм. Забарвлення переважно сірувато-коричневе, підборіддя, горло і шия з боків мають жовтуватий відтінок. Нижня сторона хвоста поцяткована оранжевими плямами. Тіло поцятковане невеликими плямами неправильної форми, на голові є бліді смуги. Від задніх кінцівок до основи хвоста простягається сіра перевернута V-подібна пляма.

## Поширення і екологія
Sphaerodactylus kirbyi мешкають на Гренадинах в групі Малих Антильських островів. Раніше вони були відомі лише з острова Бекія, однак пізніше ці гекони були знайдені також на островах Мюстік, Пті-Невіс, Меро, Юніон і Карріаку. Всі ці острови, за винятком останнього, є частиною Сент-Вінсенту і Гренадин, а острів Карріаку є частиною Гренади. Можливо, Sphaerodactylus kirbyi зустрічаються також на інших островах. Вони живуть в густій підстилці сухих тропічних лісів, серед опалого листя, в прибережних районах і поблизу скель. Зустрічаються на висоті до 300 м над рівнем моря.

## Збереження
МСОП класифікує цей вид як вразливий. Sphaerodactylus kirbyi загрожує знищення природного середовища. 